# غریب‌آباد (اسماعیل‌آباد)
غریب‌آباد روستایی در دهستان اسماعیل‌آباد بخش مرکزی شهرستان خاش استان سیستان و بلوچستان ایران است.

## جمعیت
بر پایه سرشماری عمومی نفوس و مسکن در سال ۱۳۹۵ جمعیت این مکان ۳۴ نفر (۱۰خانوار) بوده‌است.